# Nicolás Maduro

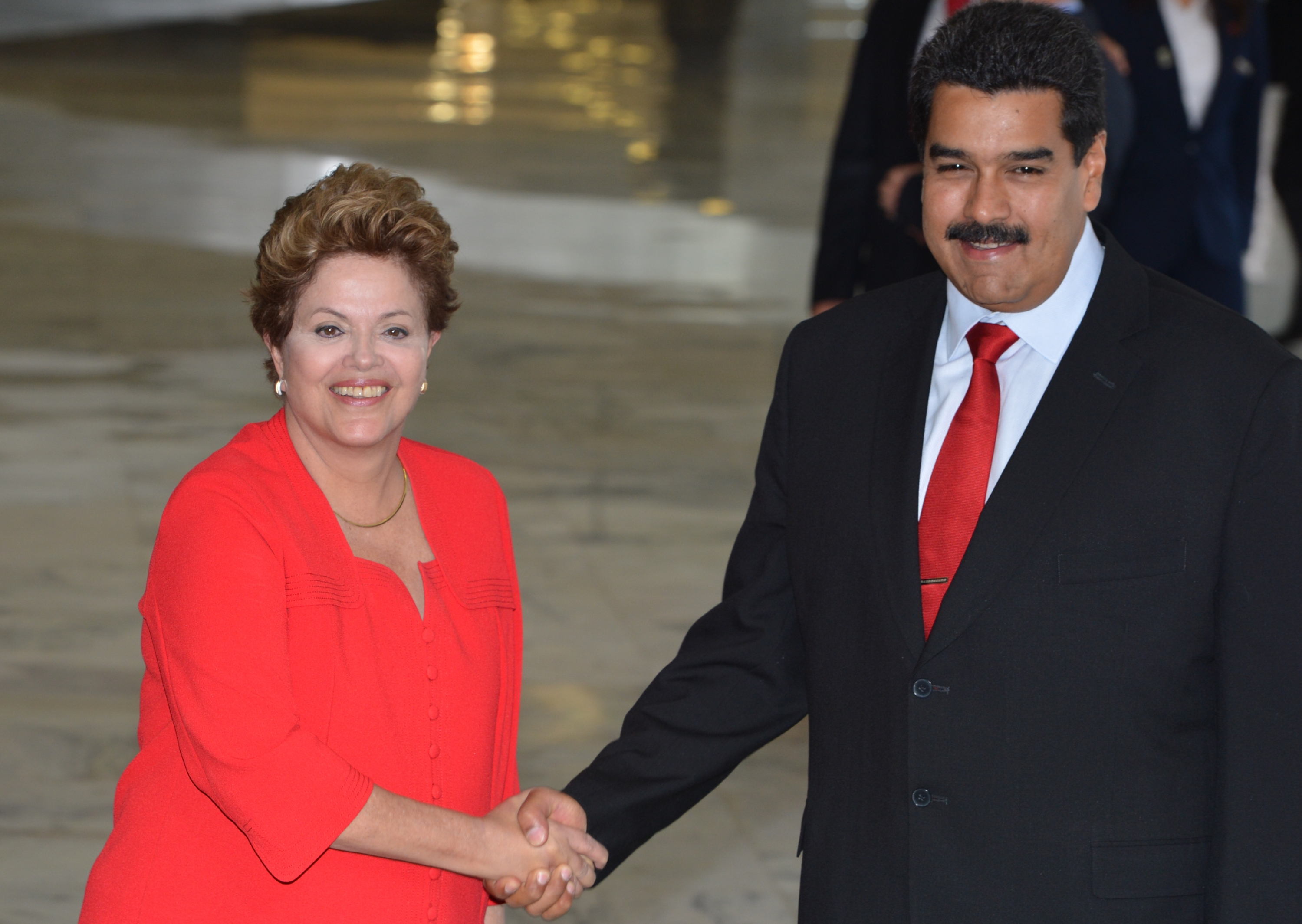
Nicolás Maduro i Dilma Rousseff, 9 maja 2013

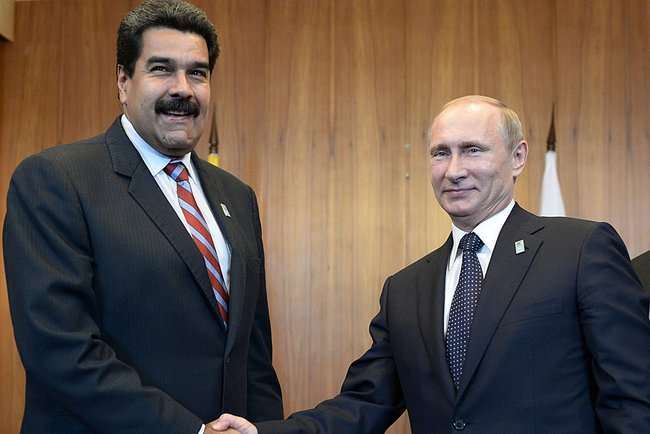
Nicolás Maduro i Władimir Putin, 17 lipca 2014

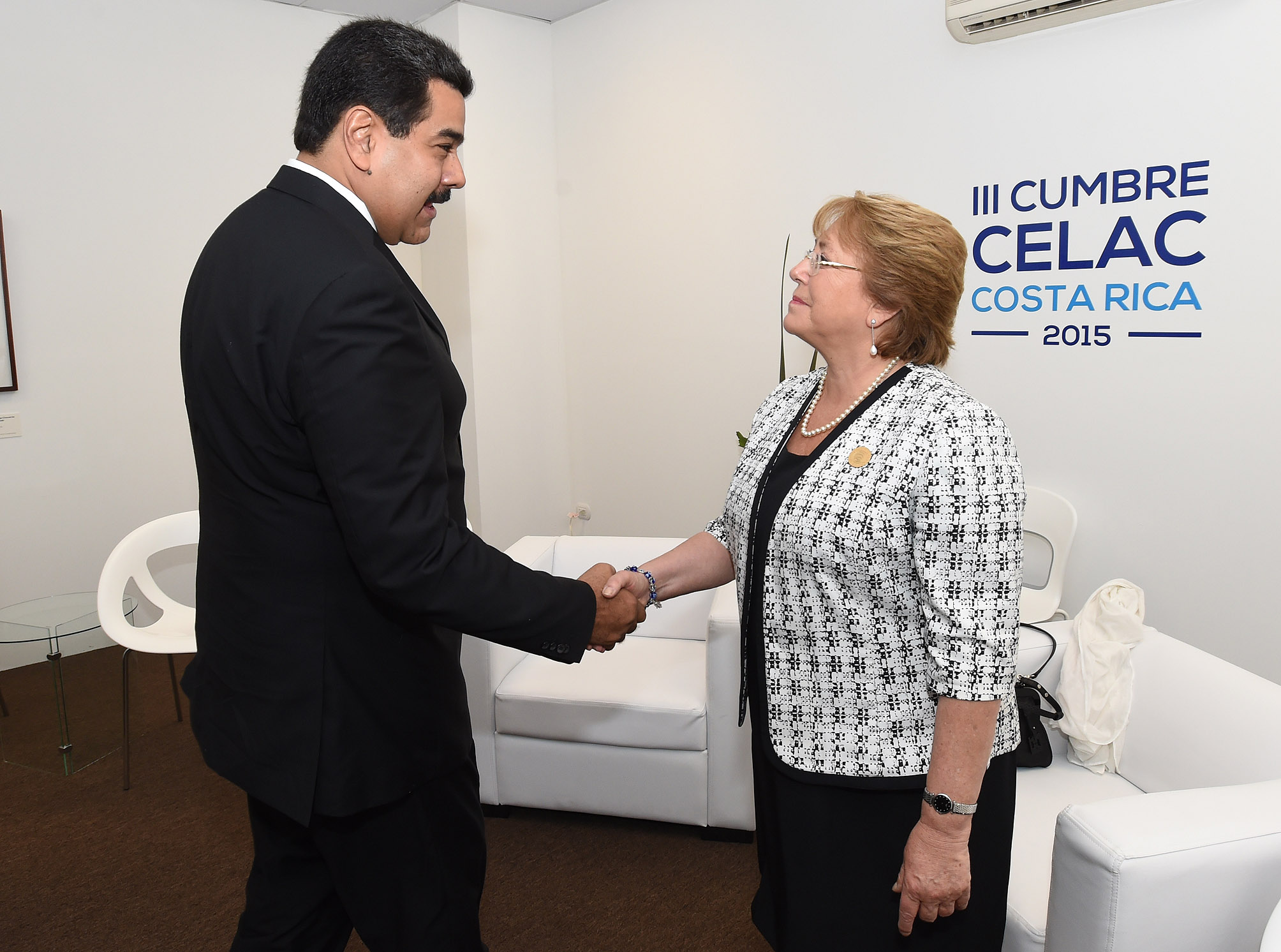
Nicolás Maduro i Michelle Bachelet, 29 stycznia 2015

Nicolás Maduro Moros (ur. 23 listopada 1962 w Caracas) – wenezuelski polityk, minister spraw zagranicznych w latach 2006–2013, wiceprezydent Wenezueli (2012–2013). Od 5 marca do 19 kwietnia 2013 pełniący obowiązki prezydenta Wenezueli, zaprzysiężony na ten urząd 19 kwietnia 2013, 10 stycznia 2019 zaprzysiężony na drugą kadencję, zaś 10 stycznia 2025 zaprzysiężony na trzecią kadencję.
Od 24 stycznia 2019 nieuznawany za prezydenta przez USA oraz większość państw Ameryki Łacińskiej i kilkanaście państw Europy, które uznały Juana Guaidó za tymczasową głowę państwa. Stany Zjednoczone, Kanada, Unia Europejska i kilka państw Ameryki Łacińskiej nie uznało również jego wyboru na trzecią kadencję, uznając za prezydenta Edmundo Gonzáleza Urrutie. 

## Życiorys

### Działalność związkowa i początek kariery
Nicolás Maduro urodził się w 1962 w Caracas, gdzie po ukończeniu szkoły średniej, rozpoczął pracę jako kierowca miejskich autobusów. Jednocześnie, w latach 70. i 80. angażował się w działalność związkową. Należał do władz związku zawodowego stołecznego metra.
Pod koniec lat 80. rozpoczął działalność polityczną, związując się ze środowiskiem Hugo Cháveza. Został członkiem Boliwariańskiego Ruchu Rewolucyjnego-200, a w latach 1994–1997 wchodził w skład jego Biura Narodowego. W 1997, razem z Chavezem, współtworzył Ruch Piątej Republiki (MVR). Z ramienia tej partii w styczniu 1999 został deputowanym do Izby Deputowanych. W sierpniu 1999 objął mandat w Zgromadzeniu Konstytucyjnym, wyłonionym na drodze specjalnych wyborów powszechnych i mającego opracować nową konstytucję kraju. Po przyjęciu konstytucji i przeprowadzeniu w 2000 kolejnych wyborów, został deputowanym do Zgromadzenia Narodowego. W wyborach w 2005 uzyskał reelekcję, dwa lata później wszedł w skład nowo utworzonej Zjednoczonej Partii Socjalistycznej Wenezueli (PSUV).

### Członkostwo w rządzie i wiceprezydent
Od stycznia 2005 do stycznia 2006 zajmował stanowisko przewodniczącego Zgromadzenia Narodowego. 8 lipca 2006 został mianowany przez prezydenta Cháveza ministrem spraw zagranicznych. 10 października 2012, trzy dni po zwycięstwie Cháveza w wyborach prezydenckich, został mianowany wiceprezydentem Wenezueli. Urząd ten objął uroczyście 13 października, zachowując jednocześnie stanowisko szefa dyplomacji, które zajmował jeszcze do 15 stycznia 2013. Po nominacji uważany był przez wielu komentatorów politycznych za potencjalnego sukcesora urzędującego prezydenta, który od 2011 zmagał się z chorobą nowotworową.
8 grudnia 2012 prezydent Chávez poinformował w orędziu do narodu o wznowieniu swojej choroby i konieczności podjęcia ponownego leczenia na Kubie. Jednocześnie po raz pierwszy zasygnalizował możliwość przeprowadzenia wyborów w kraju w przypadku pogorszenia się jego stanu zdrowia i wezwał do głosowania w takiej sytuacji na Nicolása Maduro.
Po przejściu niezbędnych operacji na Kubie, prezydent nie był jednakże w stanie powrócić do kraju i przez ponad dwa miesiące przebywał za granicą. Ostatecznie 18 lutego 2013 został przetransportowany do szpitala wojskowego w Caracas, gdzie 5 marca zmarł. Po jego śmierci wiceprezydent Maduro przejął obowiązki szefa państwa do czasu organizacji nowych wyborów prezydenckich – 8 marca został zaprzysiężony na tymczasowego prezydenta Wenezueli.

### Prezydent
Głównym zadaniem Maduro jako tymczasowego prezydenta było rozpisanie wyborów prezydenckich. 9 marca komisja wyborcza Wenezueli poinformowała o rozpisaniu wyborów na 14 kwietnia. Maduro został wybrany przez Zjednoczoną Partię Socjalistyczną jako jej kandydat w wyborach. Jego głównym rywalem był Henrique Capriles Radonski z opozycyjnego ugrupowania. W przeprowadzonych 14 kwietnia wyborach Maduro uzyskał 50,7% głosów. 19 kwietnia 2013 został oficjalnie zaprzysiężony na prezydenta Wenezueli.
Od początku lutego 2014 w kraju trwają antyrządowe protesty. Przyczyną negatywnych społecznych nastrojów była niska skuteczność rządu prezydenta w walce z przestępczością, korupcją oraz rosnącą inflacją. W trwających zamieszkach zginęły jak dotąd 42 osoby, około 800 zostało rannych a ponad 3000 aresztowanych. Pomimo chęci ze strony opozycji do rozmów, nie udało się osiągnąć porozumienia, demonstrujący chcą aby Maduro ustąpił ze stanowiska.
Wyrazy poparcia dla prezydenta Maduro w związku z sytuacją w kraju wyrazili m.in. prezydent Boliwii Evo Morales i prezydent Syrii Baszszar al-Asad.
22 sierpnia 2015 prezydent Nicolás Maduro wprowadził stan wojenny na obszarach przygranicznych z Kolumbią i zamknął na trzy doby przejścia graniczne z tym krajem. Powodem takich decyzji były zamieszki i starcia przemytników z wenezuelskimi żołnierzami w tamtym regionie.
Fatalna sytuacja ekonomiczna kraju odbiła się na wynikach wyborów parlamentarnych, jakie odbyły się w Wenezueli 6 grudnia 2015 – Zjednoczona Partia Socjalistyczna Wenezueli przegrała z opozycyjną Koalicją na rzecz Jedności Demokratycznej i uzyskała jedynie 55 miejsc w parlamencie liczącym 167 członków.
W kwietniu 2016 rząd wprowadził zmiany w prawie pracy, by jak najbardziej ograniczyć zużycie prądu w kraju. Pierwszym krokiem było wprowadzenie w sektorze publicznym piątków wolnych od pracy, jednak już trzy tygodnie później prezydent powiększył pulę dni wolnych również o środę i czwartek. Wkrótce potem nakazano podniesienie minimalnego wynagrodzenia o 30%, była to już 12. sztuczna podwyżka od momentu objęcia prezydentury przez Maduro. W tym okresie kraj zaczął się mierzyć z największym kryzysem ekonomicznym od objęcia władzy przez socjalistów w 1999, radykalnie zwiększył się poziom przestępczości, powszechne są braki leków oraz brak funduszy nawet na dodrukowanie waluty.
W maju 2018 Maduro został wybrany w przedterminowych wyborach prezydenckich na drugą kadencję z wynikiem 68% poparcia. Przyspieszone wybory przeprowadzono 20 maja; nie wzięła w nich udziału większość opozycji, a główni potencjalni jej kandydaci zostali pozbawieni praw wyborczych bądź uwięzieni – głównym kontrkandydatem był gubernator Henri Falcon deklarujący przejście do opozycji. Stany Zjednoczone uznały wybory za sfałszowane i nałożyły sankcje na Wenezuelę.
Do zaprzysiężenia doszło 10 stycznia 2019 w Caracas. Na uroczystość nie przybyli ani przedstawiciele rządu USA ani Unii Europejskiej, uznając wybory za nieuczciwe. Prezydentura Maduro uzyskała jednak wsparcie części krajów, w tym Rosji, Chińskiej Republiki Ludowej, Turcji, czy Iranu. Uznanie większości państw zachodnich zyskał natomiast Juan Guaido, ogłoszony pełniącym obowiązki prezydenta przez Zgromadzenie Narodowe.
28 lipca 2024 Maduro w starciu z Edmundo Gonzalezem Urrutią ponownie został ogłoszony zwycięzcą wyborów prezydenckich na trzecią kadencję z wynikiem 51% poparcia. Jego wybór został zakwestionowany przez opozycję, która na podstawie zdjęć protokołów z ponad 70% komisji wyborczych ogłosiła zwycięstwo Edmundo Gonzaleza Urrutii. Jak w poprzednich wyborach, kandydaci, politycy czy aktywiści byli pozbawiani praw, a nawet więzieni. Dzień później odbyły się masowe protesty przeciwko wygranej reżimu Maduro. Brutalnie tłumione przez służby demonstracje skończyły się 28 zgonami i ponad 2 tysiącami aresztowań. 10 stycznia 2025 doszło do zaprzysiężenia Maduro, przy jednoczesnym zamknięciu granic z Kolumbią, masowych demonstracjach przeciw reżimowi oraz porwaniu liderki opozycji Marii Corina Machado. 

## Odznaczenia
- Wielki Łańcuch Orderu Oswobodziciela (2013)[36]
- Wielki Mistrz Orderu Francisco de Mirandy (ex offico)
- Łańcuch Orderu Wyzwoliciela San Martina (Argentyna, 2013)[37]
- Wielki Łańcuch Narodowego Orderu Kondora Andów (Boliwia, 2013)[38]
- Order Gwiazdy Palestyny (Palestyna, 2014)[39]
- Order Augusto Césara Sandino I klasy (Nikaragua, 2015)[40]
- Order Joségo Martí (Kuba, 2016)[41]